# Grand Prix Formule 1 van Abu Dhabi 2013
De Grand Prix Formule 1 van Abu Dhabi 2013 werd gehouden op 3 november 2013 op het Yas Marina Circuit. Het was de zeventiende race van het kampioenschap.

## Wedstrijdverslag

### Achtergrond

#### DRS-systeem
Voor het DRS-systeem worden er twee DRS-zones gebruikt. De eerste zone ligt op het rechte stuk tussen bocht 7 en bocht 8, het detectiepunt voor deze zone bevindt zich vlak voor bocht 7. De tweede zone ligt op het rechte stuk tussen bocht 10 en bocht 11, het detectiepunt voor deze zone bevindt zich vlak na bocht 9. De DRS gaat alleen open als een coureur zich op het de detectiepunt binnen een seconde afstand van zijn voorganger bevindt.

### Kwalificatie
Mark Webber behaalde zijn tweede pole position van het seizoen. Webber wist zich voor zijn teamgenoot Sebastian Vettel en het Mercedes-duo Nico Rosberg en Lewis Hamilton te kwalificeren. De Lotus-coureurs Kimi Räikkönen en Romain Grosjean kwalificeerden zich als vijfde en zevende, met de Sauber van Nico Hülkenberg tussen hen in. Felipe Massa kwalificeerde zich voor Ferrari als achtste, terwijl zijn teamgenoot Fernando Alonso teleurstelde door Q3 niet te halen en zich als elfde te kwalificeren. De top 10 werd afgesloten door de McLaren van Sergio Pérez en de Toro Rosso van Daniel Ricciardo.
Marussia-coureur Jules Bianchi kreeg vijf plaatsen straf op de grid nadat hij zijn versnellingsbak moest wisselen na een crash in de derde vrije training. Ook Kimi Räikkönen kreeg ook een gridstraf nadat zijn auto niet door de technische keuring kwam doordat zijn vloerplaat verder doorboog dan de toegestane vijf millimeter. Hij moet als 22ste en laatste de race starten.

### Race
De race werd gewonnen door Sebastian Vettel. Het was zijn zevende overwinning op een rij, waarmee hij het record van Alberto Ascari (1952-53) en Michael Schumacher (2004) evenaart. Zijn teamgenoot Mark Webber eindigde als tweede, waarmee het de derde 1-2 was van Red Bull in 2013. Nico Rosberg maakte het podium compleet. Romain Grosjean finishte als vierde in de race. Fernando Alonso eindigde als vijfde, deze positie was onder voorbehoud omdat hij bij het inhalen van de Toro Rosso van Jean-Éric Vergne met vier wielen buiten de baan kwam. Uiteindelijk werd hij hier niet voor gestraft en mocht hij zijn positie behouden. Paul di Resta eindigde voor Force India op een sterke zesde plaats door slechts eenmaal te stoppen, waar de meeste andere coureurs tweemaal de pits opzochten. Lewis Hamilton werd na een moeilijke race waarin hij in bijna elke ronde langzamer verkeer voor zich had zevende. Felipe Massa eindigde als achtste, voor Sergio Pérez en de Force India van Adrian Sutil.

## Vrije trainingen
- Er wordt enkel de top 5 weergegeven.

| Vrije training 1 | Pos | No | Coureur          | Constructeur            | Tijd     |
| ---------------- | --- | -- | ---------------- | ----------------------- | -------- |
| Vrije training 1 | 1   | 8  | Romain Grosjean  | Lotus-Renault           | 1:44.241 |
| Vrije training 1 | 2   | 10 | Lewis Hamilton   | Mercedes                | 1:44.433 |
| Vrije training 1 | 3   | 1  | Sebastian Vettel | Red Bull Racing-Renault | 1:44.499 |
| Vrije training 1 | 4   | 2  | Mark Webber      | Red Bull Racing-Renault | 1:44.712 |
| Vrije training 1 | 5   | 9  | Nico Rosberg     | Mercedes                | 1:44.741 |
| Vrije training 2 | Pos | No | Coureur          | Constructeur            | Tijd     |
| Vrije training 2 | 1   | 1  | Sebastian Vettel | Red Bull Racing-Renault | 1:41.335 |
| Vrije training 2 | 2   | 2  | Mark Webber      | Red Bull Racing-Renault | 1:41.490 |
| Vrije training 2 | 3   | 10 | Lewis Hamilton   | Mercedes                | 1:41.690 |
| Vrije training 2 | 4   | 7  | Kimi Räikkönen   | Lotus-Renault           | 1:41.726 |
| Vrije training 2 | 5   | 9  | Nico Rosberg     | Mercedes                | 1:41.758 |
| Vrije training 3 | Pos | No | Coureur          | Constructeur            | Tijd     |
| Vrije training 3 | 1   | 1  | Sebastian Vettel | Red Bull Racing-Renault | 1:41.349 |
| Vrije training 3 | 2   | 2  | Mark Webber      | Red Bull Racing-Renault | 1:41.571 |
| Vrije training 3 | 3   | 10 | Lewis Hamilton   | Mercedes                | 1:41.580 |
| Vrije training 3 | 4   | 9  | Nico Rosberg     | Mercedes                | 1:41.721 |
| Vrije training 3 | 5   | 8  | Romain Grosjean  | Lotus-Renault           | 1:41.832 |

Testcoureurs:
- James Calado (Force India-Mercedes, P14)
- Heikki Kovalainen (Caterham-Renault, P20)
- Rodolfo González (Marussia-Cosworth, P22)

## Kwalificatie
| Pos                 | No | Coureur             | Constructeur            | Q1       | Q2       | Q3       | Grid |
| ------------------- | -- | ------------------- | ----------------------- | -------- | -------- | -------- | ---- |
| 1                   | 2  | Mark Webber         | Red Bull Racing-Renault | 1:41.568 | 1:40.575 | 1:39.957 | 1    |
| 2                   | 1  | Sebastian Vettel    | Red Bull Racing-Renault | 1:41.683 | 1:40.781 | 1:40.075 | 2    |
| 3                   | 9  | Nico Rosberg        | Mercedes                | 1:41.420 | 1:40.473 | 1:40.419 | 3    |
| 4                   | 10 | Lewis Hamilton      | Mercedes                | 1:40.693 | 1:40.477 | 1:40.511 | 4    |
| 5                   | 7  | Kimi Räikkönen      | Lotus-Renault           | 1:41.276 | 1:40.971 | 1:40.542 | 22   |
| 6                   | 11 | Nico Hülkenberg     | Sauber-Ferrari          | 1:41.631 | 1:40.931 | 1:40.576 | 5    |
| 7                   | 8  | Romain Grosjean     | Lotus-Renault           | 1:41.447 | 1:40.948 | 1:40.997 | 6    |
| 8                   | 4  | Felipe Massa        | Ferrari                 | 1:41.254 | 1:40.989 | 1:41.015 | 7    |
| 9                   | 6  | Sergio Pérez        | McLaren-Mercedes        | 1:41.687 | 1:40.812 | 1:41.068 | 8    |
| 10                  | 19 | Daniel Ricciardo    | STR-Ferrari             | 1:41.884 | 1:40.852 | 1:41.111 | 9    |
| 11                  | 3  | Fernando Alonso     | Ferrari                 | 1:41.397 | 1:41.093 |          | 10   |
| 12                  | 14 | Paul di Resta       | Force India-Mercedes    | 1:41.676 | 1:41.133 |          | 11   |
| 13                  | 5  | Jenson Button       | McLaren-Mercedes        | 1:41.817 | 1:41.200 |          | 12   |
| 14                  | 18 | Jean-Éric Vergne    | STR-Ferrari             | 1:41.692 | 1:41.279 |          | 13   |
| 15                  | 16 | Pastor Maldonado    | Williams-Renault        | 1:41.365 | 1:41.395 |          | 14   |
| 16                  | 17 | Valtteri Bottas     | Williams-Renault        | 1:41.862 | 1:41.447 |          | 15   |
| 17                  | 12 | Esteban Gutiérrez   | Sauber-Ferrari          | 1:41.999 |          |          | 16   |
| 18                  | 15 | Adrian Sutil        | Force India-Mercedes    | 1:42.051 |          |          | 17   |
| 19                  | 21 | Giedo van der Garde | Caterham-Renault        | 1:43.252 |          |          | 18   |
| 20                  | 22 | Jules Bianchi       | Marussia-Cosworth       | 1:43.398 |          |          | 21   |
| 21                  | 20 | Charles Pic         | Caterham-Renault        | 1:43.528 |          |          | 19   |
| 22                  | 23 | Max Chilton         | Marussia-Cosworth       | 1:44.198 |          |          | 20   |
| 107% tijd: 1:47.741 |    |                     |                         |          |          |          |      |

## Race
| Pos | No | Coureur             | Constructeur            | Rondes | Tijd/Oorzaak uitval | Grid | Punten |
| --- | -- | ------------------- | ----------------------- | ------ | ------------------- | ---- | ------ |
| 1   | 1  | Sebastian Vettel    | Red Bull Racing-Renault | 55     | 1:38:06.106         | 2    | 25     |
| 2   | 2  | Mark Webber         | Red Bull Racing-Renault | 55     | +30.829             | 1    | 18     |
| 3   | 9  | Nico Rosberg        | Mercedes                | 55     | +33.650             | 3    | 15     |
| 4   | 8  | Romain Grosjean     | Lotus-Renault           | 55     | +34.802             | 6    | 12     |
| 5   | 3  | Fernando Alonso     | Ferrari                 | 55     | +1:07.181           | 10   | 10     |
| 6   | 14 | Paul di Resta       | Force India-Mercedes    | 55     | +1:18.174           | 11   | 8      |
| 7   | 10 | Lewis Hamilton      | Mercedes                | 55     | +1:19.267           | 4    | 6      |
| 8   | 4  | Felipe Massa        | Ferrari                 | 55     | +1:22.886           | 7    | 4      |
| 9   | 6  | Sergio Pérez        | McLaren-Mercedes        | 55     | +1:31.198           | 8    | 2      |
| 10  | 15 | Adrian Sutil        | Force India-Mercedes    | 55     | +1:33.257           | 17   | 1      |
| 11  | 16 | Pastor Maldonado    | Williams-Renault        | 55     | +1:35.989           | 14   |        |
| 12  | 5  | Jenson Button       | McLaren-Mercedes        | 55     | +1:43.767           | 12   |        |
| 13  | 12 | Esteban Gutiérrez   | Sauber-Ferrari          | 55     | +1:44.295           | 16   |        |
| 14  | 11 | Nico Hülkenberg     | Sauber-Ferrari          | 54     | +1 ronde            | 5    |        |
| 15  | 17 | Valtteri Bottas     | Williams-Renault        | 54     | +1 ronde            | 15   |        |
| 16  | 19 | Daniel Ricciardo    | STR-Ferrari             | 54     | +1 ronde            | 9    |        |
| 17  | 18 | Jean-Éric Vergne    | STR-Ferrari             | 54     | +1 ronde            | 13   |        |
| 18  | 21 | Giedo van der Garde | Caterham-Renault        | 54     | +1 ronde            | 18   |        |
| 19  | 20 | Charles Pic         | Caterham-Renault        | 54     | +1 ronde            | 19   |        |
| 20  | 22 | Jules Bianchi       | Marussia-Cosworth       | 53     | +2 ronden           | 21   |        |
| 21  | 23 | Max Chilton         | Marussia-Cosworth       | 53     | +2 ronden           | 20   |        |
| DNF | 7  | Kimi Räikkönen      | Lotus-Renault           | 0      | Ongeluk             | 22   |        |

## Standen na de Grand Prix

### Coureurs
| Positie | Nummer | Rijder           | Team                    | Punten |
| ------- | ------ | ---------------- | ----------------------- | ------ |
| 1       | 1      | Sebastian Vettel | Red Bull Racing-Renault | 347    |
| 2       | 3      | Fernando Alonso  | Ferrari                 | 217    |
| 3       | 7      | Kimi Räikkönen   | Lotus-Renault           | 183    |
| 4       | 10     | Lewis Hamilton   | Mercedes                | 175    |
| 5       | 2      | Mark Webber      | Red Bull Racing-Renault | 166    |

### Constructeurs
| Positie | Nummers | Team                    | Rijders                        | Punten |
| ------- | ------- | ----------------------- | ------------------------------ | ------ |
| 1       | 1 2     | Red Bull Racing-Renault | Sebastian Vettel Mark Webber   | 513    |
| 2       | 9 10    | Mercedes                | Nico Rosberg Lewis Hamilton    | 334    |
| 3       | 3 4     | Ferrari                 | Fernando Alonso Felipe Massa   | 323    |
| 4       | 7 8     | Lotus-Renault           | Kimi Räikkönen Romain Grosjean | 297    |
| 5       | 5 6     | McLaren-Mercedes        | Jenson Button Sergio Pérez     | 95     |

## Noot
- Dit was de derde winst van de Grote Prijs van Abu Dhabi voor Sebastian Vettel (eerdere overwinningen in 2009 en 2010), en hiermee verbeterde hij zijn eigen record.